# Hainspitz
Hainspitz är en kommun och ort i Saale-Holzland-Kreis i förbundslandet Thüringen i Tyskland.
Kommunen ingår i förvaltningsgemenskapen Eisenberg tillsammans med kommunerna Eisenberg, Gösen, Mertendorf, Petersberg och Rauschwitz.